# Claus Wistoft
Claus Wistoft (født 12. juli 1959) er en dansk politiker fra partiet Venstre. Fra 1. januar 2014 til 31. december 2017 var han borgmester i Syddjurs Kommune.